# Jelena Żemajewa
Jelena Wiktorowna Żemajewa (ros. Елена Викторовна Жемаева; ur. 30 marca 1971 w Dołgoprudnym) – rosyjska szablistka reprezentująca Azerbejdżan, wielokrotna medalistka mistrzostw świata.
Podczas mistrzostw świata w Seulu w 1999 roku wywalczyła złoty medal w turnieju indywidualnym, w finale pokonując Włoszkę Ilarię Bianco. Żemajewa tym samym została pierwszą w historii mistrzynią świata w tej broni. Tytuł mistrzyni obroniła na rozgrywanych rok później mistrzostwach świata w Budapeszcie. Następnie zdobyła brązowy medal na mistrzostwach świata w Nîmes w 2001 roku. Wyprzedziły ją jedynie Francuzka Anne-Lise Touya i Ilario Bianco. W 2002 roku zdobyła także srebrny medal na mistrzostwach świata w Lizbonie, przegrywając w finale z Chinką Tan Xue. Ponadto zdobywała drużynowo brązowe medale na MŚ 1999 i MŚ 2002.
Wystartowała na igrzyskach olimpijskich w Atenach w 2004 roku, zajmując siódme miejsce w turnieju indywidualnym.
Zdobyła złoto w szabli indywidualnej na mistrzostwach Europy w Bolzano w 1999 roku. Rok później, na mistrzostwach Europy w Funchal zajęła indywidualnie trzecie miejsce. Zdobyła również brązowe medale drużynowo na mistrzostwach Europy w Moskwie (2002) i mistrzostwach Europy w Bourges (2003).
Jej mąż, Ilgar Mamiedow, także uprawiał szermierkę